# 昭和54年台風第16号
昭和54年台風第16号（しょうわ54ねんたいふうだい16ごう、国際名：オーウェン〔Owen〕）は、1979年（昭和54年）9月に発生し、日本列島を縦断した台風である。

## 概要

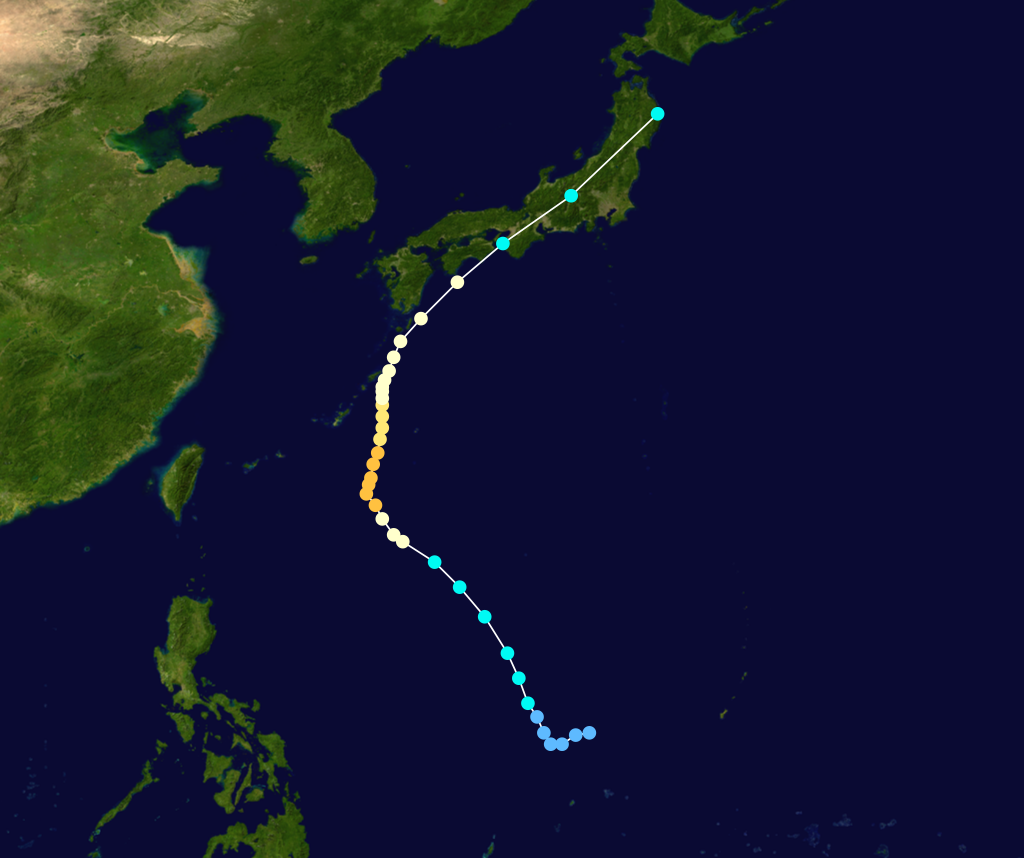
進路図

9月23日にフィリピンの東海上で発生した台風第16号は北西に進み、26日には沖縄の南海上で中心気圧920hPa、最大風速45m/sの非常に強い台風にまで発達した。しかし、ここで台風は高気圧に阻まれて行く手を遮られ、また偏西風帯も北上したまま南下してこなかった。そのため沖縄･奄美群島の東海上を29日まで非常にゆっくりとした速度で北上することになった。これらの地方では実に2日近くに渡って暴風雨に見舞われている。しかし、30日に入り、北緯30度を越えると一気に北東へ加速。同日18時半ごろには高知県室戸市付近に上陸した。上陸時の中心気圧は955hPaで、依然として強い勢力を保っていた。23時ごろには大阪に再上陸し、中部･東北地方を縦断して10月1日9時には八戸沖に抜け、同日15時に温帯低気圧に変わった。勢力の強い台風であったため、風が強く室戸岬で最大風速47.7m/s、最大瞬間風速66.9m/sを記録したのを始め、徳島、奈良、彦根などで40m/s以上の暴風を記録した。
滋賀県内の湖西線では、走行中の貨物列車が突風により脱線、貨車2両が高架下に転落する事故も発生した。
この台風の特徴は南西諸島の東を進んでいるときは非常にゆっくりとした速度で進んでいたのに対し、本土に近づくと一気に加速した点にある。室戸市付近に上陸する頃は時速45キロ、東北地方を縦断する頃には時速90キロにも達していた。なお、この3週間後には台風20号が同じような経路を辿って日本を襲い大きな被害を出している。

## 被害
| 人的被害     | 死者     | 12人     |
| 人的被害     | 負傷     | 83人     |
| 住家被害     | 損壊     | 1503棟   |
| 住家被害     | 浸水     | 68216棟  |
| その他の被害 | 耕地     | 7042 ha  |
| その他の被害 | 船舶     | 133隻    |
| その他の被害 | 被害総額 | 1074億円 |

## 記録
- 最大風速: 47.7m/s（室戸岬）
- 最大瞬間風速: 66.9m/s（室戸岬）
- 最低海面気圧: 953.8hPa（室戸岬）